# Erich Maas
Erich Maas (* 24. prosince 1940, Prüm) je bývalý německý fotbalista, útočník.

## Fotbalová kariéra
Začínal v SV Prüm. V německé bundeslize hrál za 1. FC Saarbrücken, Eintracht Braunschweig a FC Bayern Mnichov, nastoupil ve 208 ligových utkáních a dal 43 gólů. S Eintrachtem Braunschweig vyhrál v roce 1967 Bundesligu a s Bayernem v roce 1971 DFB-Pokal. Dále hrál ve Francii za FC Nantes, se kterým v roce 1973 vyhrál francouzskou Ligue 1. Kariéru zakončil v nižších francouzských soutěžích v týmech FC Rouen, Paris FC a CS Stiring-Wendel. V Poháru mistrů evropských zemí nastoupil ve 7 utkáních a v Poháru UEFA nastoupil v 5 utkáních a dal 1 gól. Za německou reprezentaci nastoupil v letech 1968-1970 ve 3 utkáních. 

## Ligová bilance
| Ročník                                 | Zápasy | Góly | Klub                   |
| -------------------------------------- | ------ | ---- | ---------------------- |
| Fußball-Oberliga Südwest 1962/1963     | 23     | 9    | 1. FC Saarbrücken      |
| Německá fotbalová Bundesliga 1963/1964 | 21     | 1    | 1. FC Saarbrücken      |
| Německá fotbalová Bundesliga 1964/1965 | 29     | 3    | Eintracht Braunschweig |
| Německá fotbalová Bundesliga 1965/1966 | 32     | 11   | Eintracht Braunschweig |
| Německá fotbalová Bundesliga 1966/1967 | 33     | 11   | Eintracht Braunschweig |
| Německá fotbalová Bundesliga 1967/1968 | 27     | 4    | Eintracht Braunschweig |
| Německá fotbalová Bundesliga 1968/1969 | 32     | 4    | Eintracht Braunschweig |
| Německá fotbalová Bundesliga 1969/1970 | 28     | 9    | Eintracht Braunschweig |
| Německá fotbalová Bundesliga 1970/1971 | 6      | 0    | FC Bayern Mnichov      |
| Ligue 1 1970/1971                      | 25     | 6    | FC Nantes              |
| Ligue 1 1971/1972                      | 35     | 16   | FC Nantes              |
| Ligue 1 1972/1973                      | 34     | 10   | FC Nantes              |
| Ligue 1 1973/1974                      | 36     | 9    | FC Nantes              |
| Ligue 1 1974/1975                      | 20     | 2    | FC Nantes              |
| Ligue 2 1975/1976                      | 29     | 7    | FC Rouen               |
| Ligue 2 1976/1977                      | 22     | 10   | Paris FC               |
| CELKEM Německá fotbalová Bundesliga    | 208    | 43   |                        |
| CELKEM Ligue 1                         | 150    | 43   |                        |
| CELKEM Fußball-Oberliga Südwest        | 23     | 9    |                        |
| CELKEM Ligue 2                         | 51     | 17   |                        |